# 18 bästa
18 bästa è un album di raccolta della cantante svedese Carola Häggkvist, pubblicato nel 2004.

## Tracce
1. Främling
2. Mickey
3. Fångad av en stormvind
4. När löven faller
5. Mitt i ett äventyr
6. Tommy tycker om mig
7. Runaway
8. I Believe in Love
9. Brand New Heart
10. Light
11. Kiss Goodbye
12. Walk a Mile in My Shoes
13. If I Can Dream
14. Modersvingen
15. Himlen i min famn
16. Jag vill alltid älska
17. Thula Sana